# Lachneophysis goetzei
Lachneophysis goetzei är en skalbaggsart som först beskrevs av Auguste Lameere 1903.  Lachneophysis goetzei ingår i släktet Lachneophysis och familjen långhorningar.
Artens utbredningsområde är Malawi. Inga underarter finns listade i Catalogue of Life.